# Эльтонский район
Эльтонский район — административно-территориальная единица в составе Сталинградского края и Сталинградской области, существовавшая в 1935—1953 годах. Центр — село Житкур.
Эльтонский район был образован в составе Сталинградского края 25 января 1935 года из частей Владимировского и Средне-Ахтубинского районов.
В состав района вошли Булухтинский сельсовет, Житкурский сельсовет, Ново-Эльтонский сельсовет, Ново-Степановский сельсовет, Булухтинский поселковый совет (из Владимировского района); Краснозвездинский сельсовет, сельсовет Маяк Октября (из Средне-Ахтубинского района).
5 апреля 1935 года были образованы Красно-Деревенский, Мартовский и Сталинский сельсоветы.
5 декабря 1936 года Эльтонский район вошёл в Сталинградскую область.
19 октября 1947 года были упразднены Краснозвездинский, Маяк Октября, Сталинский, Булухтинский, Мартовский сельсоветы и Булухтинский поселковый совет.
25 августа 1948 года были образованы Калининский, Молотовский и Чапаевский сельсоветы.
9 июля 1953 года Калининский сельсовет был присоединён к Эльтонскому, а Чапаевский — к Степновскому.
Указом Президиума Верховного Совета РСФСР от 15 июля 1953 года был ликвидирован Эльтонский район Сталинградской области, его территория была передана в состав Палласовского района полностью (ВВС СССР от 15.08.1953 г. № 7. С. 4; ГУ «ГАВО». Ф.Р — 2403. Оп.1. Ед.хр.728). В состав Палласовского района вошли 7 сельсоветов ликвидированного района:
1. Жиркурский
2. Молотовский
3. Краснодеревенский
4. Калининский
5. Чапаевский
6. Степновский
7. Эльтонский

15 июля 1953 года Эльтонский район был упразднён, а его территория передана в Палласовский район.